# Cerkiew Zmartwychwstania Pańskiego w Moskwie (Sokolniki)
Cerkiew Zmartwychwstania Pańskiego – prawosławna cerkiew w moskiewskiej dzielnicy Sokolniki, wzniesiona w latach 1910–1913. Jest świątynią parafialną w dekanacie Zmartwychwstania Pańskiego eparchii moskiewskiej miejskiej Rosyjskiego Kościoła Prawosławnego.

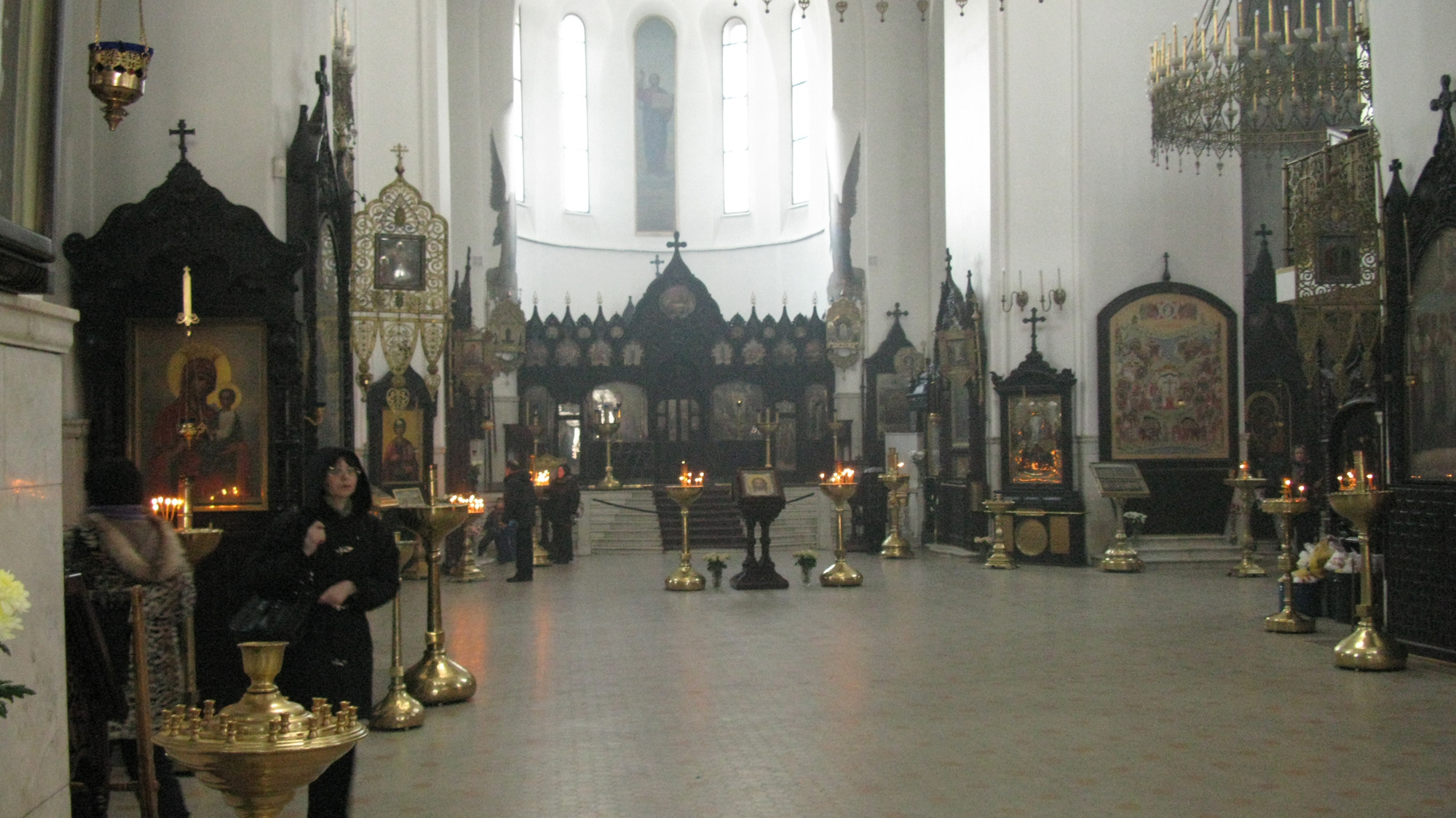
Ikonostas

Cerkiew została zbudowana w latach 1910–1913 według projektu P. Tołstycha. Pozostawała czynna przez cały okres radziecki, w latach 20. XX wieku przeniesiono do niej szereg elementów wyposażenia likwidowanych moskiewskich cerkwi. W latach 30. XX wieku trafiła do parafii Żywej Cerkwi i z powodu zamknięcia soboru Chrystusa Zbawiciela była głównym soborem tego związku wyznaniowego. W 1945 w budynku obradował Sobór Lokalny Rosyjskiego Kościoła Prawosławnego, który dokonał wyboru metropolity petersburskiego Aleksego na patriarchę moskiewskiego i całej Rusi. W 1948 w świątyni miały miejsce centralne uroczystości 500. rocznicy uzyskania autokefalii przez Rosyjski Kościół Prawosławny.
Potocznie świątynia znana jest jako „cerkiew kiedrowska”, od nazwiska protoprezbitera Joanna Kiedrowa, przewodniczącego komitetu organizacyjnego jej budowy.
We wnętrzu znajduje się trzyrzędowy ikonostas; obok ołtarza głównego funkcjonują dwa boczne: Świętych Piotra i Pawła oraz Ikony Matki Bożej „Wszystkich Strapionych Radość”. Cerkiew posiada również ponad 100 cząstek relikwii różnych świętych.